# Almudena székesegyház
Az Almudena székesegyház (spanyolul: Catedral de Santa María la Real de La Almudena magyarul: Almudénai Szűz Mária Királyi Katedrálisa) egy római katolikus székesegyház, ami Madridban található, egyben a Madridi főegyházmegye székhelye is. 1993-ban II. János Pál pápa szentelte fel a katedrálist.

## Története
Amikor 1561-ben Madrid lett a Spanyol Királyság fővárosa az addigi Toledo helyett, az egyház központja továbbra is Toledóban maradt és az új fővárosnak nem volt katedrálisa. Már a 16. század elején voltak tervek egy templom építésére, amit az Almudénai Szűznek szántak volna. De ekkoriban a Spanyol Királyság már 40 várost építtetett az Új Világban, ahol ugyanígy voltak katedrálisok és erődítmények. A költségvetés első számú prioritása az volt, hogy a birodalom terjeszkedjen, Madrid katedrálisának építése pedig nem szerepelt ezek között. Mindegyik más spanyol városnak már évszázadok óta volt székesegyháza, de Madridnak csak régi, kis templomai voltak. Az Almudéna építése 1879-ben kezdődött el.
A katedrális ott építették volna fel, ahol egy mecset állt és 1083-ban lerombolták, amikor VI. Alfonz vezetésével visszahódították Madridot a móroktól.
Francisco de Cubas, Cubas márkija vezette a neogótikus stílusban épülő katedrális építési munkálatait. Az építési munkálatok a spanyol polgárháború miatt megszakadtak, majd 1950-ben Fernando Chueca Goitia olyan terveket dolgozott ki, hogy a barokk homlokzat illeszkedjen a területen, szemben elhelyezkedő királyi palota fehér-szürke színével.
1993-ban készült el a katedrális, amit II. János Pál pápa még abban az évben felszentelt. 2004. május 22.-én itt kötött házasságot VI. Fülöp király, akkori koronaherceg és Leticia Ortiz.

## Galéria

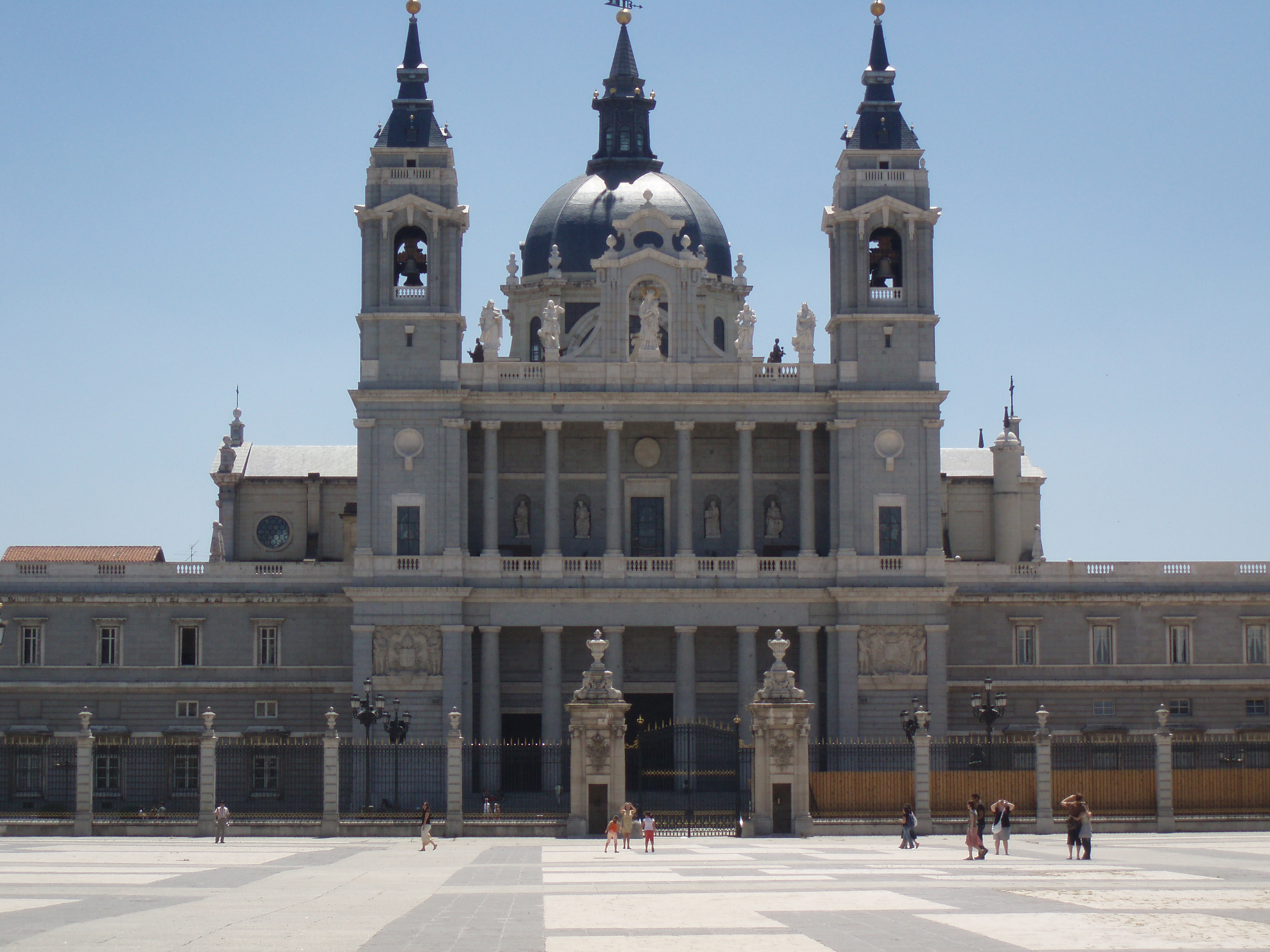
A székesegyház a madridi Királyi Palota nézetéből
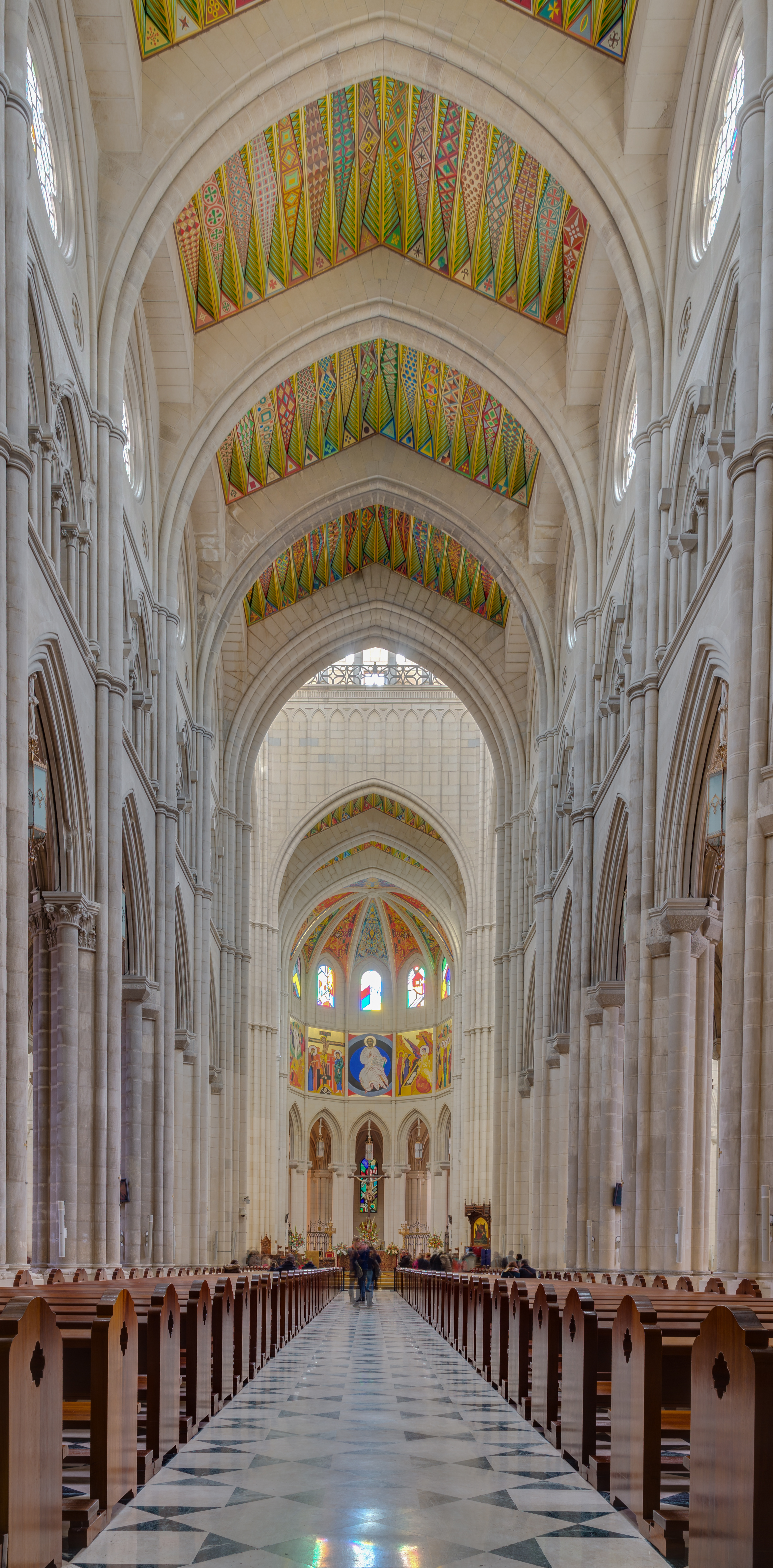
Hajó és a távolban a szentély
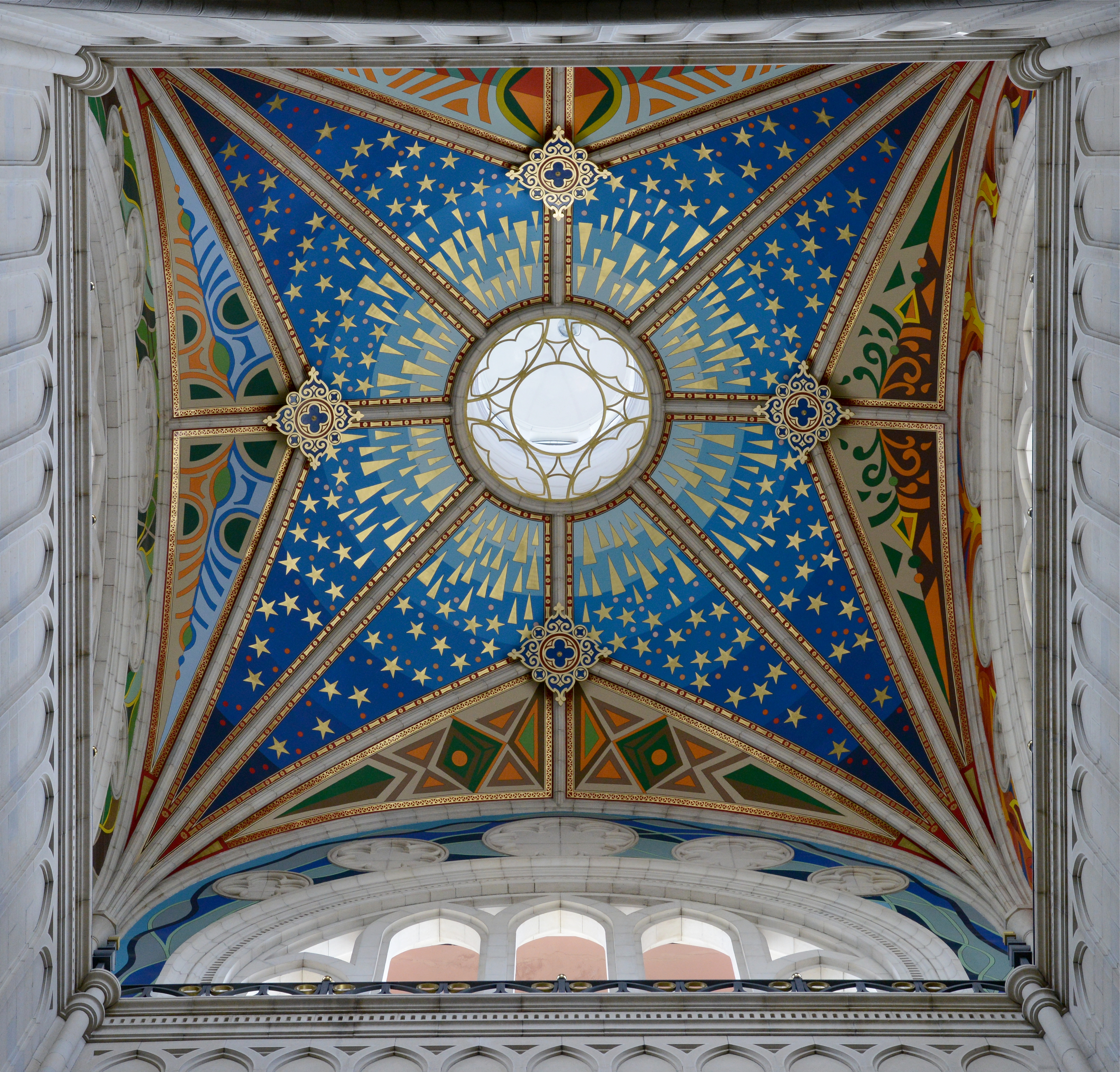
A kupola belső nézetből
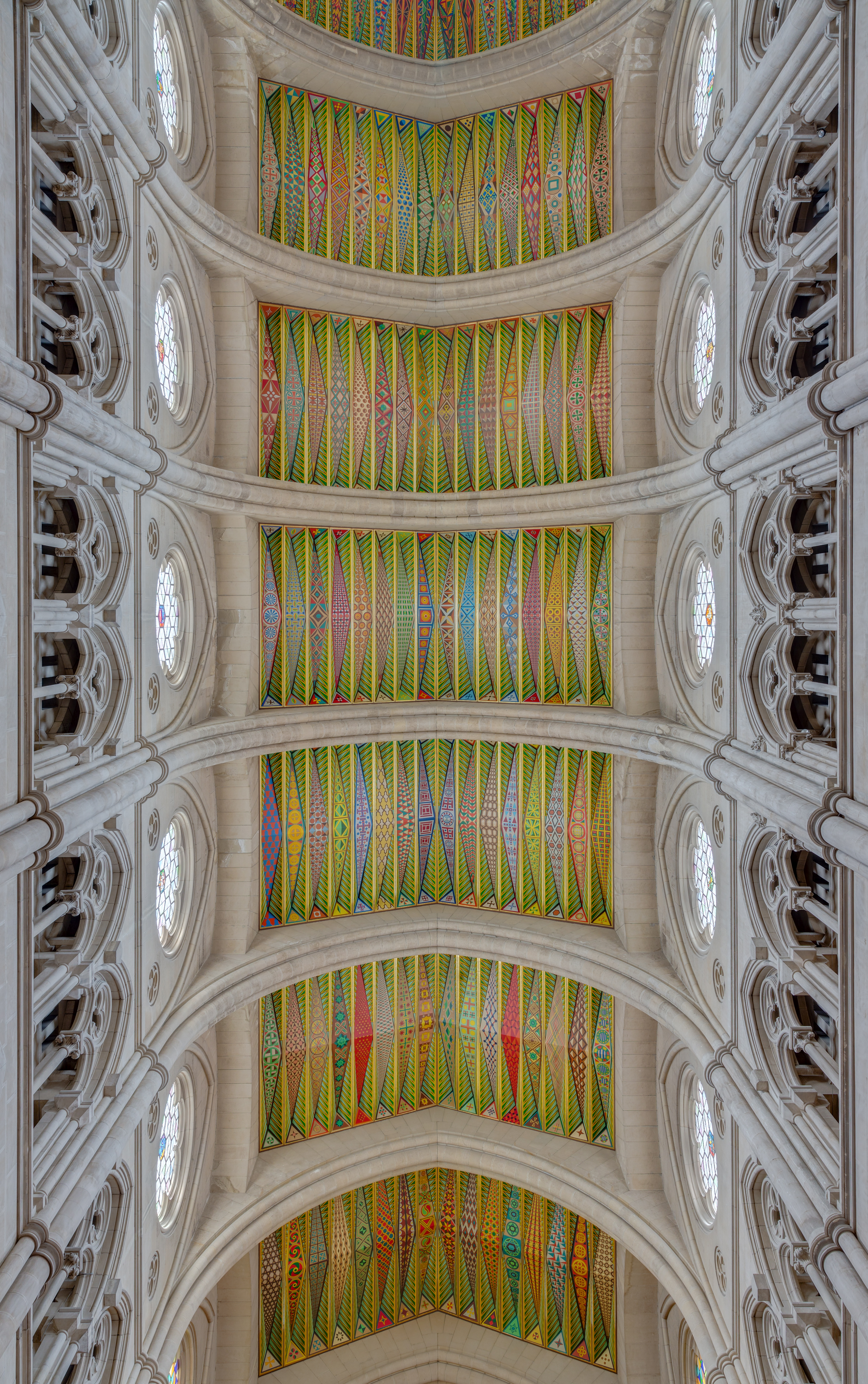
Hajó boltozata
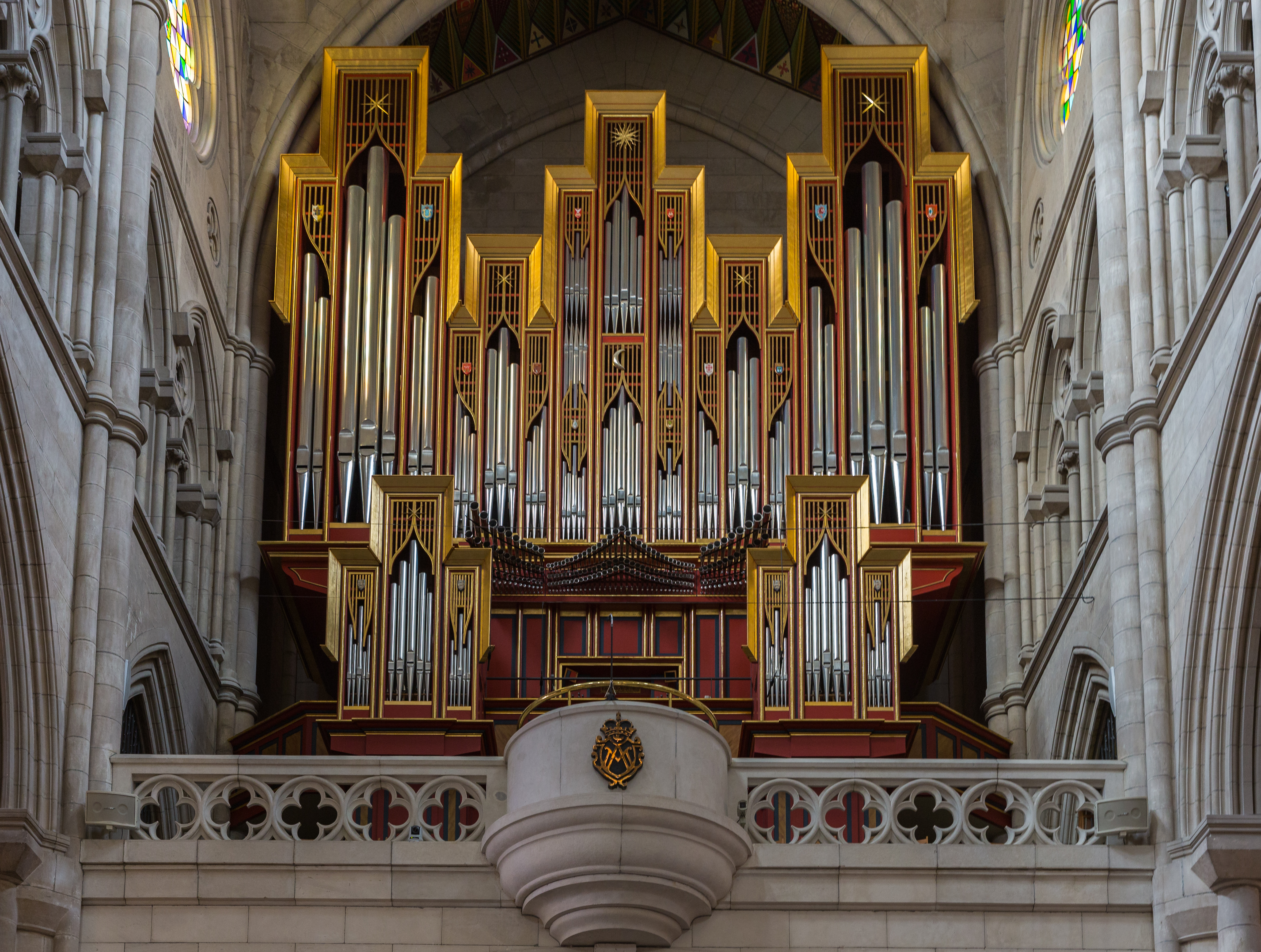
Orgona
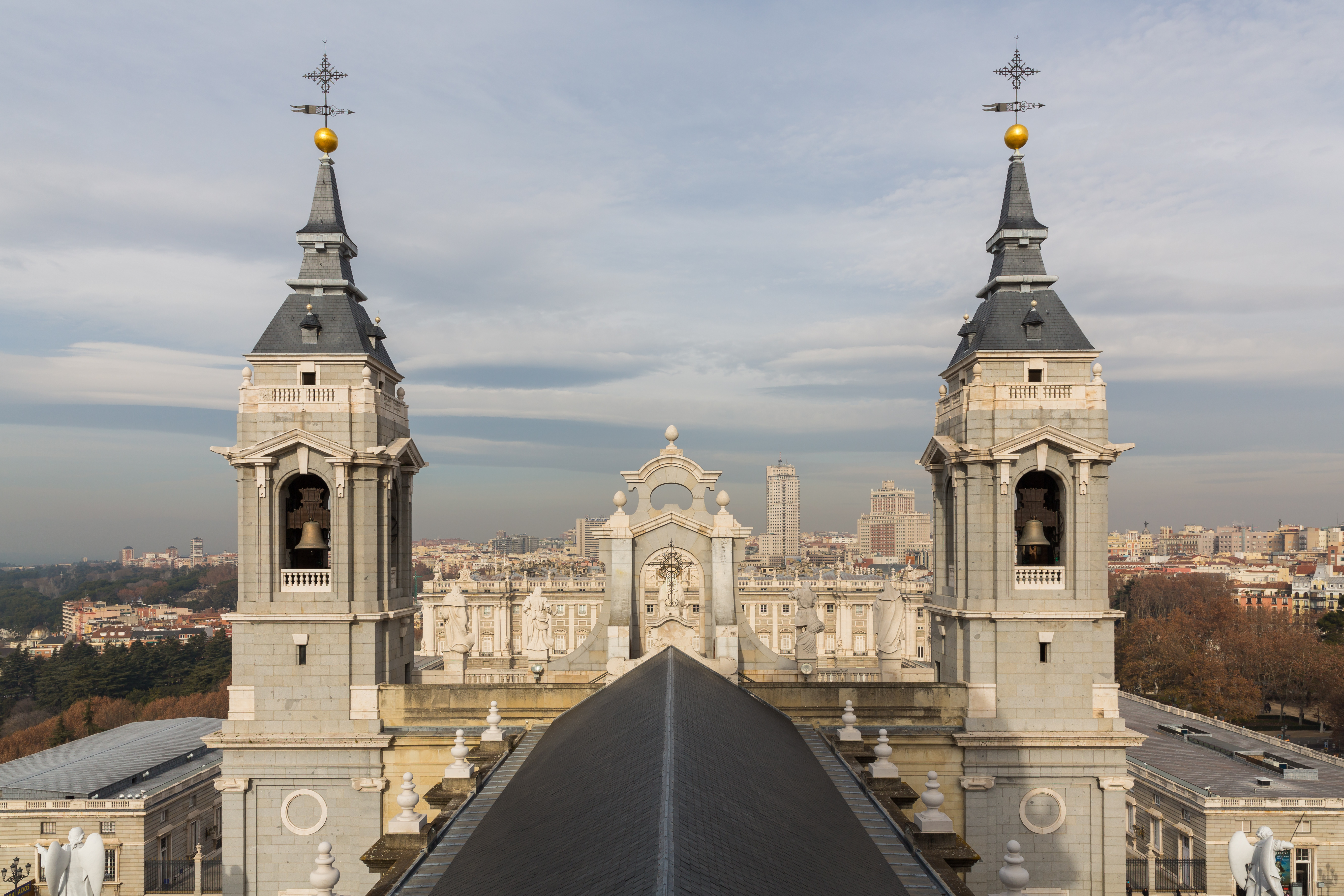
Harangtornyok, háttérben a Királyi Palota
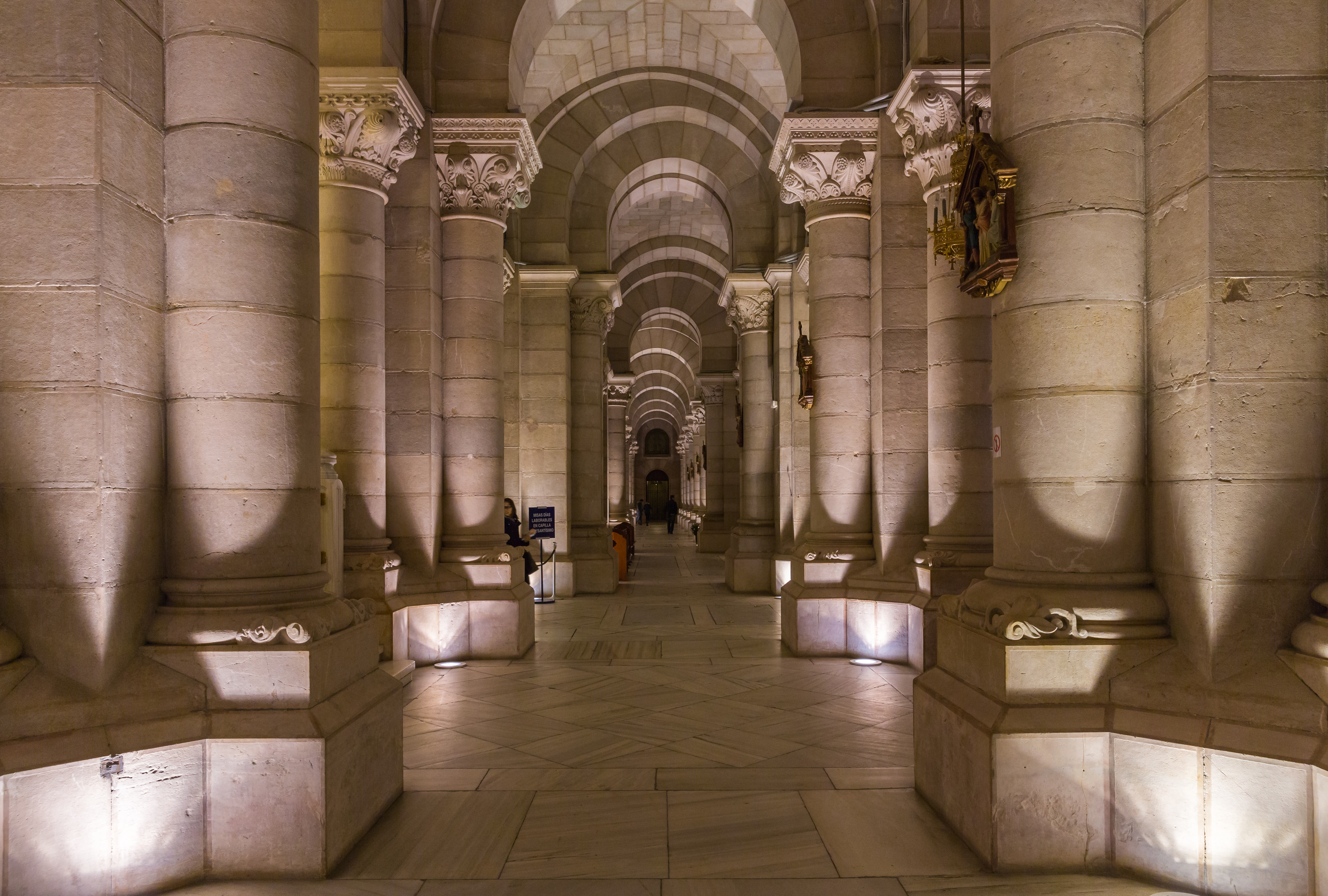
A kripta
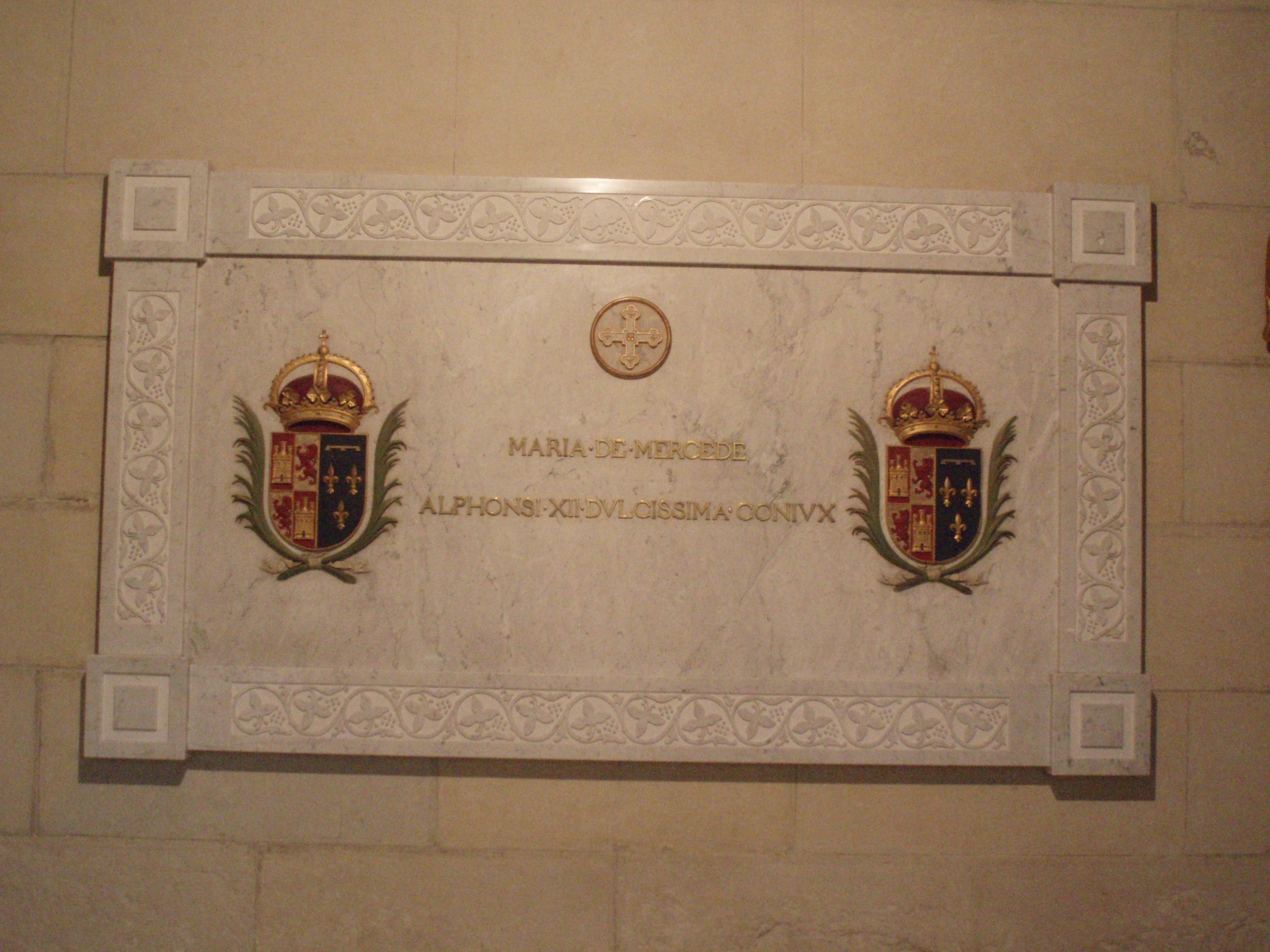
Orléans-i Mária de las Mercedes sírja